# Jacqueline Scott
Jacqueline Sue Scott (Sikeston, Missouri, 1931. június 25. – Los Angeles, Kalifornia, 2020. július 23.) amerikai színésznő.

## Fontosabb filmszerepei
Mozifilmek
- Macabre (1958)
- House of Women (1962)
- Firecreek (1968)
- A törvény éber őre (Death of a Gunfighter) (1969)
- Charley Varrick (1973)
- Hangyabirodalom (Empire of the Ants) (1977)
- Telefon (1977)
- Cinkelve (Jinxed!) (1982)
- Sugar Boxx (2009)

Tv-filmek
- Párbaj (Duel) (1971)
- Outrage (1973)
- A Ciprusmocsár kísértete (The Ghost of Cypress Swamp) (1977)
- A Matter of Life and Death (1981)
- Cseregyerekek (Switched at Birth) (1991)

Tv-sorozatok
- Perry Mason (1958–1960, három epizódban)
- Gunsmoke (1959–1972, nyolc epizódban)
- San Francisco utcáin (The Streets of San Francisco) (1972, 1974, két epizódban)
- A majmok bolygója (Planet of the Apes) (1974, két epizódban)
- Starsky és Hutch (Starsky and Hutch) (1976, egy epizódban)
- Gazdagok és szépek (The Bold and the Beautiful) (1987, négy epizódban)